# Hinds River North Branch
Der Hinds River North Branch ist ein Fluss in der Region Canterbury auf der Südinsel von Neuseeland.

## Geographie
Der Hinds River North Branch entspringt auf einer Höhe von 1020 m an dem Osthang des südlichen Bereichs der Moorhouse Range. Von dort aus fließt der Fluss zunächst in nordöstliche Richtung, um dann in einem Bogen in Richtung Nordnordwest abzudrehen. Am südlichen Ende der Bergkette, die Jimmys Spur genannt wird, folgt der Hinds River North Branch der Bergkette an seiner westlichen Seite bis zum nördlichen Ende und schwenkt dann in einem langgezogenen Bogen in die ostsüdöstliche Richtung, gefolgt von südöstlicher bis schließlich südsüdöstlicher Richtung. Nach insgesamt 31 km bildet der Hinds River North Branch dann zusammen mit dem Hinds River South Branch den Hinds River.